# East Harptree
East Harptree est un village et une paroisse civile du Somerset en Angleterre. Il est situé à huit kilomètres au nord de la ville de Wells, dans la région naturelle de Chew Valley. Administrativement, il relève de l'autorité unitaire de Bath and North East Somerset. Au moment du recensement de 2001, il comptait 680 habitants.

## Toponymie
Harptree est un toponyme d'origine vieil-anglaise. Il fait probablement référence à un arbre (trēow) situé près d'une grande route (here-pæth). Dans le Domesday Book, compilé en 1086, le village figure sous le nom Harpetreu. L'élément East « Est » permet de distinguer ce village de celui de West Harptree, situé à 1 km au nord-ouest.

## Démographie
Au recensement de 2011, la paroisse civile d'East Harptree comptait 644 habitants.